# Karczew (gmina)
Karczew (do 1916 gmina Otwock) – gmina miejsko-wiejska w Polsce położona w województwie mazowieckim, w powiecie otwockim. W latach 1975–1998 gmina administracyjnie należała do województwa warszawskiego.
Siedziba gminy to Karczew.
Najbliższa stacja kolejowa znajduje się w Otwocku, oddalona o około 4 km.
Według danych z 30 czerwca 2004 gminę zamieszkiwało 15 929 osób.

## Jednostki pomocnicze gminy
Gmina Karczew została podzielona na 24 jednostki pomocnicze gminy – 15 sołectw obejmujących obszar wiejski gminy i 9 osiedli obejmujących miasto Karczew.
Sołectwa:
| - Brzezinka - Całowanie - Glinki - Janów - Kępa Nadbrzeska i Władysławów | - Kosumce - Łukówiec - Nadbrzeż - Ostrówek - Ostrówiec | - Otwock Mały - Otwock Wielki - Piotrowice - Sobiekursk - Wygoda |

Osiedla:
- Osiedle Nr 1 - ulice: Boh. Powstania Listopadowego, Chłopickiego, Ignacego Prądzyńskiego, Joachima Lelewela, Maurycego Mochnackiego, Niemcewicza, Ordona, Piotra Wysockiego, Podchorążych, Redutowa.
- Osiedle Nr 2 - ulice: Boh. Powstania Styczniowego, Częstochowska, Franciszka Bielińskiego, Ireny Maciejewskiej, Jakuba Winczakiewicza, Janusza Kusocińskiego, Romualda Traugutta, Rynek Zygmunta Starego, Widok.
- Osiedle Nr 3 - ulice: Górna, Karczówek, Kwiatowa, L. i J. Trzaskowskich, Łąkowa, Ogrodowa, Przechodnia, Spokojna, Świderska, Warszawska, Wiślana.
- Osiedle Nr 4 - ulice: Adama Mickiewicza, Akacjowa,  Anielin,  Armii  Krajowej, Brzozowa, Ciepłownicza, Czerwona Droga, Dojazd, Jagodne,  Kolejkowa, Ks. Władysława Żaboklickiego, Podlaska, Przemysłowa, Stare Miasto, Torfy, Wschodnia, Zakolejkowa.
- Osiedle Nr 5 - ulice: Bohaterów Westerplatte, Fryderyka Chopina, Henryka Sienkiewicza, Henryka, Sucharskiego, Hubala, Hugona Kołłątaja, Jana Matejki, Juliusza Słowackiego, Krakowska, Krzysztofa Kamila Baczyńskiego, Ks. Stanisława Brzóski, Mariana Buczka, Marii Skłodowskiej, Marszałka Józefa Piłsudskiego, Otwocka, Partyzantów, Różana, Słoneczna, Stanisława Moniuszki, Stanisława Wyspiańskiego, Stefana Żeromskiego.
- Osiedle Nr 6 - ulice: Gołębia, Jana Krzewniaka, Krótka, Leśna, Ochotników, Tadeusza Kościuszki, Wierzbowa.
- Osiedle Nr 7 - ulice: Bednarska, Kościelna, Ks. Kard. Stefana Wyszyńskiego, Piaski, Rzemieślnicza, Sosnowa, Stolarska, Ślepa, Ślusarska, Zatylna, Złotnicza.
- Osiedle Nr 8 - ulice: Generała Andersa, Generała Józefa Bema, Generała St. Grota Roweckiego, Generała Władysława Sikorskiego, Generała Stanisława Maczka.
- Osiedle Nr 9 - ulice: Bolesława Prusa, Czesława Miłosza, Gen. Józefa Hallera, Jana Kochanowskiego, Ks. Bp. Ignacego Krasickiego, Ks. Bp. Władysława Miziołka, Ks. Jerzego Popiełuszki, Leopolda Staffa, Mikołaja Reja, Wąska, Zakątek, Zaułek, Zbigniewa Herberta.

## Struktura powierzchni
Według danych z roku 2002 gmina Karczew ma obszar 81,49 km², w tym:
- użytki rolne: 58%
- użytki leśne: 24%

Gmina stanowi 13,25% powierzchni powiatu.

## Demografia

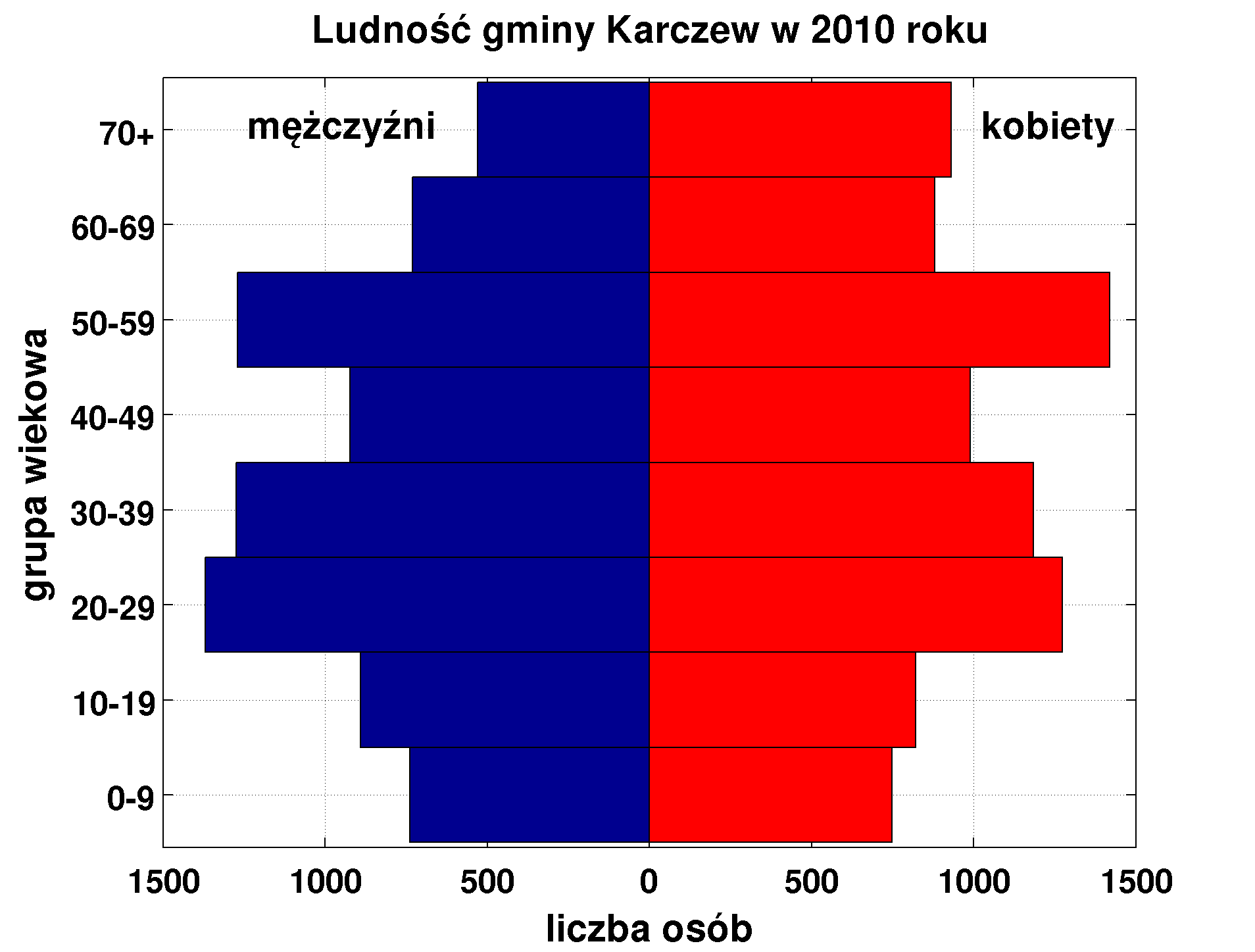

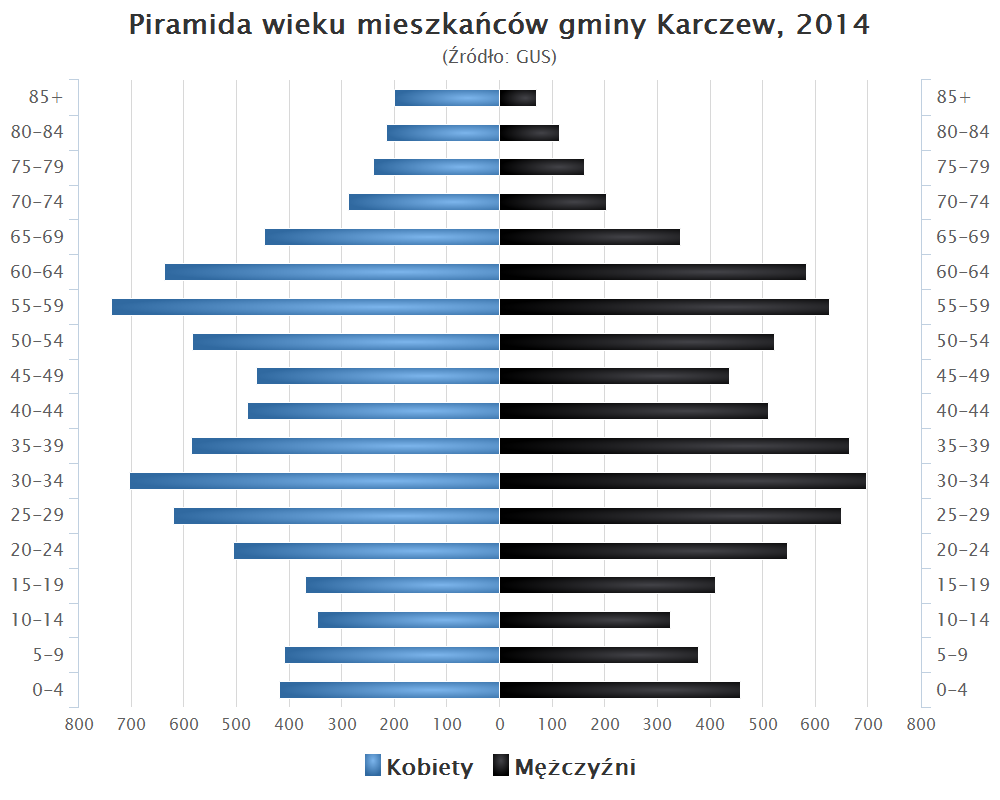
Piramida wieku mieszkańców gminy Karczew w 2014 roku

Dane z 2010 roku:
| Opis                              | Ogółem | Ogółem | Kobiety | Kobiety | Mężczyźni | Mężczyźni |
| --------------------------------- | ------ | ------ | ------- | ------- | --------- | --------- |
| jednostka                         | osób   | %      | osób    | %       | osób      | %         |
| populacja                         | 15 971 | 100    | 8247    | 51,64   | 7724      | 48,36     |
| gęstość zaludnienia (mieszk./km²) | 195,99 | 195,99 | 101,2   | 101,2   | 94,78     | 94,78     |

## Historia
Gmina Karczew powstała 16 grudnia 1916, pod okupacją niemiecką podczas I wojny światowej, z obszaru zniesionej wiejskiej gminy Otwock, po wydzieleniu z niej nowo utworzonego miasta Otwocka. Równocześnie okupant gminy przniósł zarówno gminę jak i Otwock z powiatu mińskiego do powiatu warszawskiego.
Po odzyskaniu przez Polskę niepodległości gmina Karczew oraz miasto Otwock w dalszym ciągu przynależały de facto do powiatu warszawskiego w woj. warszawskim, i z nim były spisywane, mimo że zmiana powiatowa tych jednostek nie została nigdy sformalizowana przez odrodzone państwo polskie. Doszło do tego dopiero 14 lipca 1924, kiedy to ich przynależność do powiatu warszawskiego została uregulowana.
1 stycznia 1925 roku z gminy Karczew wyłączono Wille Świderskie, które weszły w skład nowo utworzonej gminy Falenica Letnisko w tymże powiecie.
1 października 1932 z gminy Karczew wyłączono i włączono do miasta Otwocka:
- część folwarku Anielin, bezpośrednio przylegającą do dotychczasowej granicy miasta Otwocka, o powierzchni 250 ha, 10 a, 21 m²;
- część folwarku Pogorzel o powierzchni 97 ha, 55 a, 29 m²;
- grunta zaserwitutowe należące do osad: Nr. 1,19 wsi Kępa Nadbrzeżna i 1,26 wsi Nadbrzeż;
- grunta zaserwitutowe należące do osady Nr. 1,18 wsi Przewóz Karczewski.

20 października 1933 gminę Karczew podzielono na 21 gromad (skład gromad w nawiasie): 
- Brzezinka – Brzezinka (w.), Batorówka (w.), Dąbrowa (w.) i Kozłówka (os.);
- Celestynów – Celestynów (w.), Grabina (kol.), Górki Człekowskie (kol.), Radzin (f.) i Rochówka (kol.);
- Dąbrówka – Dąbrówka (w.);
- Glina – Glina (w.) i Glina (f.);
- Glinki – Glinki (w.), Julianów (w.), Julianów A (os.), Kępa Gliniecka (w.) i Kępa Pijarska (w.);
- Janów – Janów (w.), Kolonie Otwockie (w.) i Wola Sobiekurska (w.);
- Karczew – Anielin (f.), Karczew (os.) i Pogorzel (f.);
- Kępa Nadbrzeska – Kępa Nadbrzeska (w.) i T-wo Błońskie (os.);
- Lasek – Lasek (w.), Skarbonka (f.), Strzępki (os.) i Sitkówek (os.);
- Łukówiec – Łukówiec (w.);
- Nadbrzeż – Kępa Rybacka (w.), Nadbrzeż (w.) i T-wo Wodokty (os.);
- Ostrowiec – T-wo Maksymilianów A (os.), T-wo Ostrowiec (os.), Ostrowiec (w.), T-wo Podgórze (os.) i Rosłonki (w.) ;
- Otwock Mały – Otwock Mały (w.);
- Otwock Wielki – Otwock Wielki (w.), Otwock Wielki (f.) i Wygoda (w.);
- Piotrowice – Piotrowice (w.) i Urzecze (w.);
- Pogorzel – Okoły (f.), Pogorzel (w.) i Samuszyn (f.);
- Przewóz – Przewóz (w.);
- Sobiekursk – Maksymilianów (os.), Sobiekursk (w.) i Sobiekursk (f.);
- Świdry Wielkie – Świdry Wielkie (w.);
- Tabor – Tabor (w.), Tabor-Warszówek (w.), Tabor-Zaiski (w.), Tabor-Karpiska (w.),  Tabor-Kąty (w.), Tabor-Podbiel (w.) , Tabor-Ponurzyca (w.), Tabor-Regut (w.), Tabor-Sabinki (w.), Tabor-Jaźwiny (w.) i Tabor-Leśniczówka (w.);
- Władysławów – Glinki (f.) i Władysławów (w.);

Po II wojnie światowej gmina zachowała przynależność administracyjną. Z gromady Otwock Wielki wyodrębniono gromadę Wygoda.
1 lipca 1952 z gminy Karczew wyłączono:
- gromady Celestynów, Dąbrówka, Glina, Lasek, Pogorzel i Tabor, tworząc z nich – de iure – nową gminę Celestynów[17] (przekształconą de facto w dzielnicę Celestynów[18]);

- gromady Brzezinka, Glinki, Janów, Kępa Nadbrzeska, Łukówiec, Nadbrzeż, Ostrowiec, Otwock Mały, Otwock Wielki, Piotrowice, Sobiekursk, Władysławów i Wygoda, tworząc z nich – de iure – nową gminę Ostrowiec[17] (przekształconą de facto w dzielnicę Ostrowiec[18]);

- gromadę Świdry Wielkie, którą włączono do gminy Józefów[17] (przekształconą równocześnie w dzielnicę Józefów[18]);

- części gromad Świdry Wielkie i Karczew, które włączono do miasta Otwock[19].

Po zmianach tych (1 lipca 1952), w następstwie likwidacji powiatu warszawskiego, gminę Karczew – składającą się już tylko z dwóch gromad Karczew i Przewóz – przeniesiono do nowo utworzonego powiatu miejsko-uzdrowiskowego Otwock, gdzie została przekształcona w jedną z jego ośmiu jednostek składowych – dzielnicę Karczew.
Dzielnica Karczew przetrwała do końca 1957 roku, czyli do chwili zniesienia powiatu miejsko-uzdrowiskowego Otwock, przekształcając go w zwyczajny powiat otwocki. 1 stycznia 1958, już w powiecie otwockim, nadano jej status osiedla, przez co nigdy nie stała się gromadą. Prawa miejskie osiedle Karczew otrzymało 31 grudnia 1959.
1 stycznia 1973 w powiecie otwockim reaktywowano (w zupełnie innym składzie) zniesioną w połowie 1952 roku gminę Karczew.

## Zmiany terytorialne
| Miejscowość               | 1867-01-13 | 1916-12-16 | 1925-01-01     | 1951-05-15 | 1952-07-01      | 1958-01-01      |
| ------------------------- | ---------- | ---------- | -------------- | ---------- | --------------- | --------------- |
| Brzezinka                 | Otwock     | Karczew    | Karczew        | Karczew    | Ostrowiec (dz)  | Ostrówiec (gr)  |
| Celestynów                | Otwock     | Karczew    | Karczew        | Karczew    | Celestynów (dz) | Celestynów (gr) |
| Dąbrówka                  | Otwock     | Karczew    | Karczew        | Karczew    | Celestynów (dz) | Celestynów (gr) |
| Glina                     | Otwock     | Karczew    | Karczew        | Karczew    | Celestynów (dz) | Celestynów (gr) |
| Glinki                    | Otwock     | Karczew    | Karczew        | Karczew    | Ostrowiec (dz)  | Ostrówiec (gr)  |
| Janów                     | Otwock     | Karczew    | Karczew        | Karczew    | Ostrowiec (dz)  | Ostrówiec (gr)  |
| Karczew                   | Otwock     | Karczew    | Karczew        | Karczew    | Karczew (dz)    | Karczew (os)    |
| Kępa Nadbrzeska           | Otwock     | Karczew    | Karczew        | Karczew    | Ostrowiec (dz)  | Ostrówiec (gr)  |
| Lasek                     | Otwock     | Karczew    | Karczew        | Karczew    | Celestynów (dz) | Celestynów (gr) |
| Łukówiec                  | Otwock     | Karczew    | Karczew        | Karczew    | Ostrowiec (dz)  | Ostrówiec (gr)  |
| Nadbrzeż                  | Otwock     | Karczew    | Karczew        | Karczew    | Ostrowiec (dz)  | Ostrówiec (gr)  |
| Ostrowiec                 | Otwock     | Karczew    | Karczew        | Karczew    | Ostrowiec (dz)  | Ostrówiec (gr)  |
| Otwock                    | Otwock     | Otwock (m) | Otwock (m)     | Otwock (m) | Otwock (m)      | Otwock (m)      |
| Otwock Mały               | Otwock     | Karczew    | Karczew        | Karczew    | Ostrowiec (dz)  | Ostrówiec (gr)  |
| Otwock Wielki             | Otwock     | Karczew    | Karczew        | Karczew    | Ostrowiec (dz)  | Ostrówiec (gr)  |
| Piotrowice                | Otwock     | Karczew    | Karczew        | Karczew    | Ostrowiec (dz)  | Ostrówiec (gr)  |
| Pogorzel                  | Otwock     | Karczew    | Karczew        | Karczew    | Celestynów (dz) | Celestynów (gr) |
| Przewóz                   | Otwock     | Karczew    | Karczew        | Karczew    | Karczew (dz)    | Karczew (os)    |
| Sobiekursk                | Otwock     | Karczew    | Karczew        | Karczew    | Ostrowiec (dz)  | Ostrówiec (gr)  |
| Świder (Wille Świderskie) | Otwock     | Karczew    | Falenica Letn. | Józefów    | Otwock (m)      | Otwock (m)      |
| Świdry Wielkie            | Otwock     | Karczew    | Karczew        | Karczew    | Józefów (dz)    | Otwock (m)      |
| Tabor                     | Otwock     | Karczew    | Karczew        | Karczew    | Celestynów (dz) | Celestynów (gr) |
| Władysławów               | Otwock     | Karczew    | Karczew        | Karczew    | Ostrowiec (dz)  | Ostrówiec (gr)  |
| Wygoda                    | Otwock     | Karczew    | Karczew        | Karczew    | Ostrowiec (dz)  | Ostrówiec (gr)  |

## Ochotnicze straże pożarne

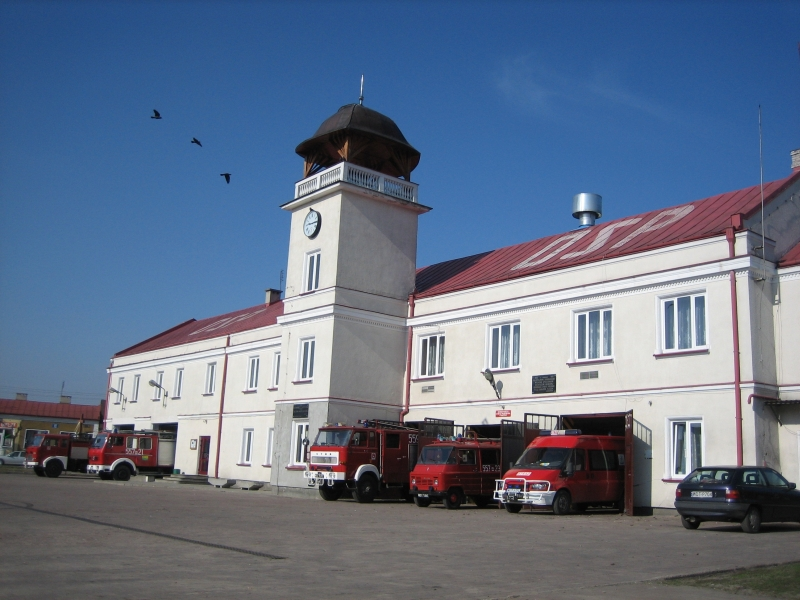
Budynek OSP w Karczewie

W gminie funkcjonuje 3 jednostek ochotniczej straży pożarnej. Są to:
- OSP w Karczewie,
- OSP w Łukówcu,
- OSP w Otwocku Wielkim.

## Władze gminy
Naczelnicy Karczewa:
- Krzysztof Kwiatkowski (1970-1980)
- Piotr Czabaj (1980-1985)
- Robert Ostrowski (1985-1990)

Przewodniczący Rady Gminy:
- Włodzimierz Budkowski (1990–1994)
- Mirosław Dąbrowski (1994–1998)
- Tadeusz Marton (1998–2002) oraz (2010–2014)
- Waldemar Pawlik (2002–2006)
- Danuta Żelazko (2006–2010)
- Danuta Trzaskowska (2014-2018)
- Piotr Stanisław Żelazko (2018-2024)
- Piotr Kwiatkowski (od 2024)

Burmistrzowie Karczewa:
- Mirosław Antoni Pszonka (1990–2002)
- Władysław Dariusz Łokietek (2002-2018)
- Michał Piotr Rudzki (od 2018)

## Sąsiednie gminy
Celestynów, Góra Kalwaria, Konstancin-Jeziorna, Otwock, Sobienie-Jeziory